# Dwabzu
Dwabzu – wieś w Gruzji, w regionie Guria, w gminie Ozurgeti. W 2014 roku liczyła 1171 mieszkańców.